# Bradystichus calligaster
Espèce
Bradystichus calligaster est une espèce d'araignées aranéomorphes de la famille des Dolomedidae.

## Distribution
Cette espèce est endémique de Nouvelle-Calédonie.

## Description
La femelle holotype mesure 11,5 mm.
Le mâle décrit par Platnick et Forster en 1993 mesure 9,2 mm et la femelle 13,6 mm.

## Systématique et taxinomie
Cette espèce a été décrite par Simon en 1884.

## Publication originale
- Simon, 1884 : « Description d'une nouvelle famille de l'ordre des Araneae (Bradystichidae). » Annales de la Société entomologique de Belgique, vol. 28, p. 297-301 (texte intégral).